# Fernando Vera (Fußballspieler)
Fernando Vera Castro (* 29. März 1945 in Ameca, Jalisco; † 15. Mai 2021), nach seinem Geburtsort auch unter dem Spitznamen Ameca bekannt, war ein mexikanischer Fußballspieler auf der Position eines Stürmers.

## Leben
Vera kam 1959 im Alter von 14 Jahren zum Club Deportivo Guadalajara, bei dem er zunächst den Nachwuchsbereich durchlief und erstmals in der Saison 1964/65 den Sprung in die erste Mannschaft schaffte, mit der er erstmals am 14. August 1964 gegen Deportivo Toluca in der höchsten mexikanischen Spielklasse zum Einsatz kam. In derselben Spielzeit gehörte Vera zum Kader der Meistermannschaft von Deportivo Guadalajara, bei denen er bis 1968 unter Vertrag stand, ehe ihn eine Knieoperation zur Beendigung seiner aktiven Laufbahn zwang. 1975 spielte er noch einmal auf Amateurebene für die in seiner Geburtsstadt beheimatete Mannschaft von Bagres del lIndustria, die er von 1976 bis 1978 auch trainierte.

## Erfolge
- Mexikanischer Meister: 1964/65